# Navajo Dam (Nuevo México)
Navajo Dam es un lugar designado por el censo ubicado en el condado de San Juan en el estado estadounidense de Nuevo México. En el Censo de 2010 tenía una población de 281 habitantes y una densidad poblacional de 54,8 personas por km².

## Geografía
Navajo Dam se encuentra ubicado en las coordenadas 36°47′57″N 107°42′24″O / 36.79917, -107.70667. Según la Oficina del Censo de los Estados Unidos, Navajo Dam tiene una superficie total de 5.13 km², de la cual 4.65 km² corresponden a tierra firme y (9.34%) 0.48 km² es agua.

## Demografía
Según el censo de 2010, había 281 personas residiendo en Navajo Dam. La densidad de población era de 54,8 hab./km². De los 281 habitantes, Navajo Dam estaba compuesto por el 78.65% blancos, el 1.07% eran afroamericanos, el 3.2% eran amerindios, el 0.71% eran asiáticos, el 0% eran isleños del Pacífico, el 10.68% eran de otras razas y el 5.69% pertenecían a dos o más razas. Del total de la población el 24.91% eran hispanos o latinos de cualquier raza.